# Oxycoryphe edax
Oxycoryphe edax är en stekelart som först beskrevs av James Waterston 1916.  Oxycoryphe edax ingår i släktet Oxycoryphe och familjen bredlårsteklar. Inga underarter finns listade i Catalogue of Life.